# Alexandra Kurt

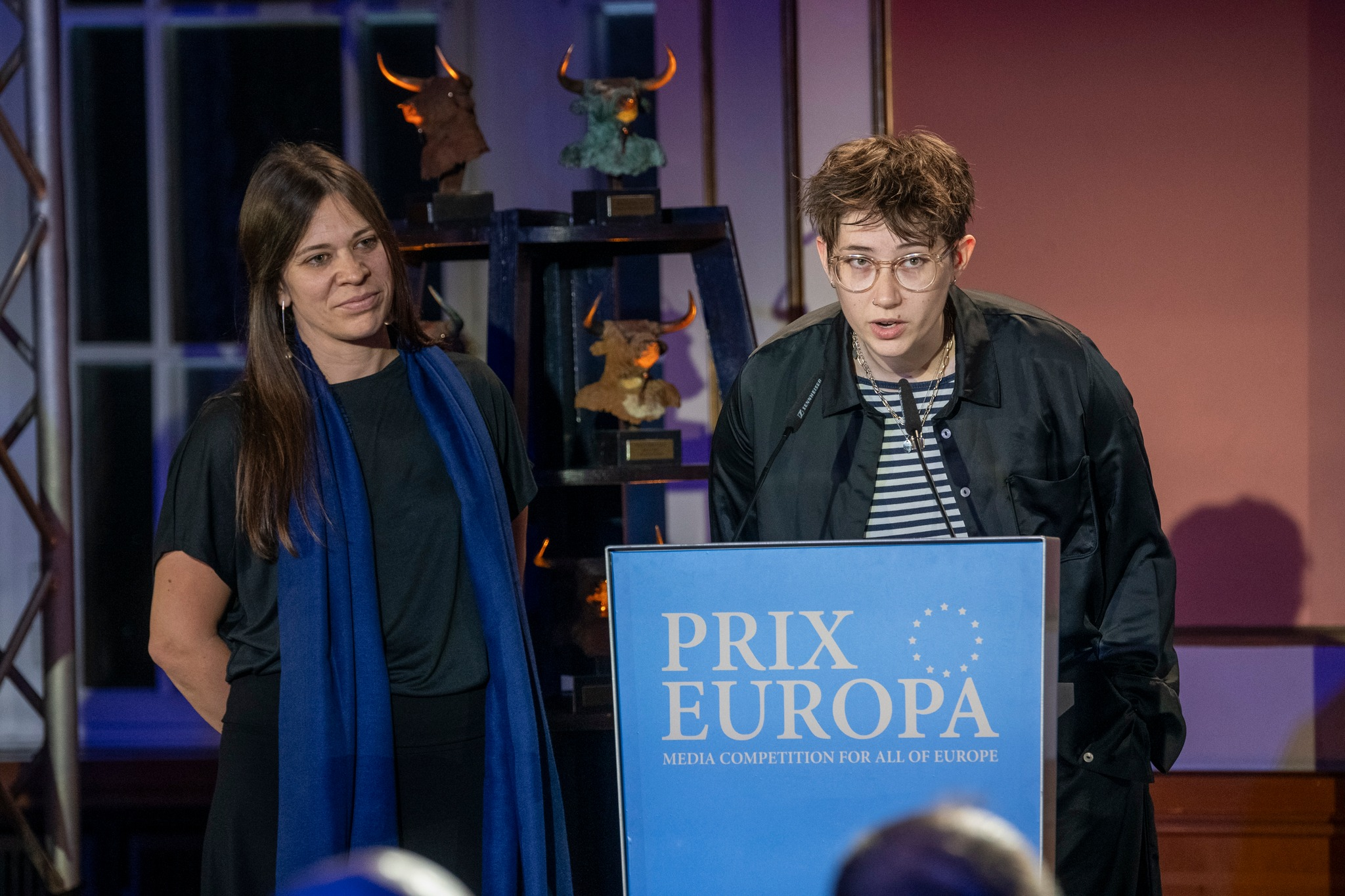
Alexandra Kurt (rechts) bei der Prix-Europa-Preisverleihung (2023)

Alexandra Kurt (* 1997 in Luxemburg) ist eine luxemburgisch-deutsche Filmregisseurin und Drehbuchautorin. Sie lebt und arbeitet in Luxemburg und München.

## Leben
Alexandra Kurt schrieb 2013 ihr erstes Kurzfilmdrehbuch „d’Bushaischen“ und gewann beim „Luxembourg Film Festival“ den Drehbuchwettbewerb. Daraufhin wurde das Drehbuch von dem luxemburgischen Regisseur Sirvan Marogy verfilmt. Der Wettbewerbsgewinn ermöglichte ihr 2014, Jurymitglied bei den Filmfestivals „Le Reél en Vue“ (Thionville, Frankreich) und „Créa Jeune“ (Großregion Deutschland, Frankreich und Luxemburg) zu werden. Alexandra Kurt legte ihr Abitur am Athénée de Luxembourg ab. Daraufhin folgte ein Studium am Lycée des Arts et Métiers Luxembourg im BTS-Studiengang „Cinéma et Audiovisuel“. Im Sommer 2018 schloss Kurt dieses Studium ab. Während ihres Filmstudiums arbeitete Kurt vermehrt als Regisseurin sowie als Regie- und Kameraassistentin. Nebenbei schrieb sie Filmkritiken für die luxemburgische Tageszeitung Tageblatt. Seit 2019 studiert sie an der Hochschule für Fernsehen und Film München, mit dem Studienschwerpunkt Kino- und Fernsehfilmregie.
2024 und 2025 wurden von Kurt verfasste Filmessays in den deutschsprachigen Filmmagazinen REVÜ und Totale Filmmagazin veröffentlicht.

## Auszeichnungen
- Kurts Kurzfilme wurden auf zahlreichen deutschen und internationalen Filmfestivals gezeigt.
- Für ihre Arbeiten als Regisseurin und Drehbuchautorin wurde Alexandra Kurt mit dem Deutschen Jugendfilmpreis und dem renommierten europäischen Medienpreis „Prix Europa“ ausgezeichnet.
- Ihr an der HFF München entstandener Kurzfilm August und die Hasenohren lief u. a. im Wettbewerb auf dem A – Filmfestival „PÖFF“ in Tallinn, Estland und im Rahmen des 44.
Filmfestival Max Ophüls Preis in Saarbrücken, Deutschland.
- 2024 war Alexandra Kurt für den ARD Degeto Impuls Preis nominiert.

## Filmografie (Auswahl)
- 2018: Zu-Hören (Kurzfilm)
- 2019: (Ge) Fahr! (Kurzfilm)
- 2020: Gestalten (Kurzfilm)
- 2021: ELLE oder Ein Tag in ihrem Sommer (Kurzfilm)
- 2021: August und die Hasenohren (Kurzfilm)
- 2022: Comme je suis, comme tu es (Kurzfilm)
- 2022: Können Spinnen ficken? (Kurzfilm)
- 2023: Paradiso (Kurzfilm)
- 2025: Wat deng Aen mir soen (Kurzfilm)
- 2025: Les lumières de Manhattan - une symphonie (Kurzfilm)
- 2025: mouchenitouche (Animationskurzfilm)

## Filmpreise
- 2022: Deutscher Jugendfilmpreis für August und die Hasenohren
- 2022: Prix Europa für Comme je suis, comme tu es

## Festivalteilnahmen (Auswahl)
- 2022: Blaue Blume Award (Nominierung) für August und die Hasenohren
- 2022: Regensburger Kurzfilmwoche mit August und die Hasenohren
- 2022: SHORTS Trinationales Filmfestival Offenburg mit August und die Hasenohren
- 2022: Bundesfestival Junger Film 2022 mit August und die Hasenohren
- 2022: Werkstatt der Jungen Filmszene mit August und die Hasenohren
- 2022: Deutscher Kurzfilmtag mit August und die Hasenohren
- 2022: PÖFF Shorts (Tallinn, Estland) mit August und die Hasenohren
- 2022: Lange Nacht der Museen München mit August und die Hasenohren
- 2022: Kurzfilmfest Dreiländereck mit August und die Hasenohren
- 2022: Über Kurz oder Lang Murnau mit August und die Hasenohren
- 2022: Filmfestival Max Ophüls Preis  mit August und die Hasenohren
- 2022: Filmfestival Winterstadt  mit August und die Hasenohren
- 2023: IFFF – Internationales Frauenfilmfestival Köln und Dortmund mit Comme je suis, comme tu es
- 2023: JUVINALE – Nachwuchsfilmfestival Salzburg mit Comme je suis, comme tu es
- 2023: up-and-coming Internationales Filmfestival Hannover (Nominierung) für Comme je suis, comme tu es
- 2023: Camgaroo Award (Nominierung) für Paradiso